# 196-та піхотна дивізія (Третій Рейх)
196-та піхотна дивізія (Третій Рейх) (нім. 196. Infanterie-Division) — піхотна дивізія Вермахту за часів Другої світової війни.

## Історія

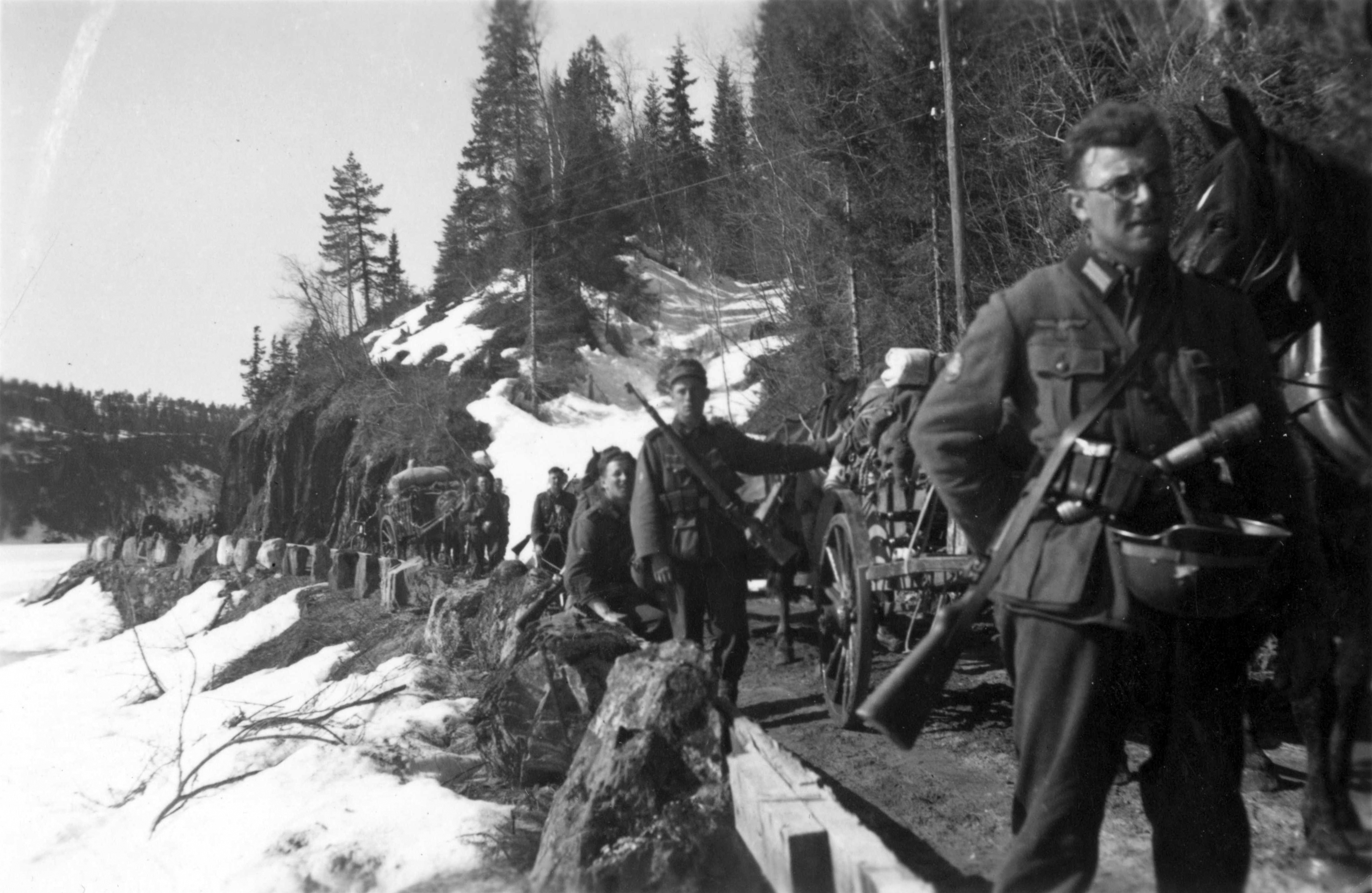
Німецькі війська на марші в Норвегії. Квітень 1940

196-та піхотна дивізія розпочала формування 27 листопада 1939 року в Данцигу у XX військовому окрузі під час 7-ї хвилі мобілізації Вермахту. Формування здійснювалося за територіальним принципом у складі 2 піхотних полків: 340-го і 345-го. На початку січня 1940 року почалося формування ще одного полку — 362-го. Формування та навчання тривали до березня 1940 року.
1 березня 1940 року дивізію включили до складу сил XXI армійської групи генерала від інфантерії Ніколауса фон Фалкенгорста у зв'язку з підготовкою вермахту до вторгнення у Данію та Норвегію.

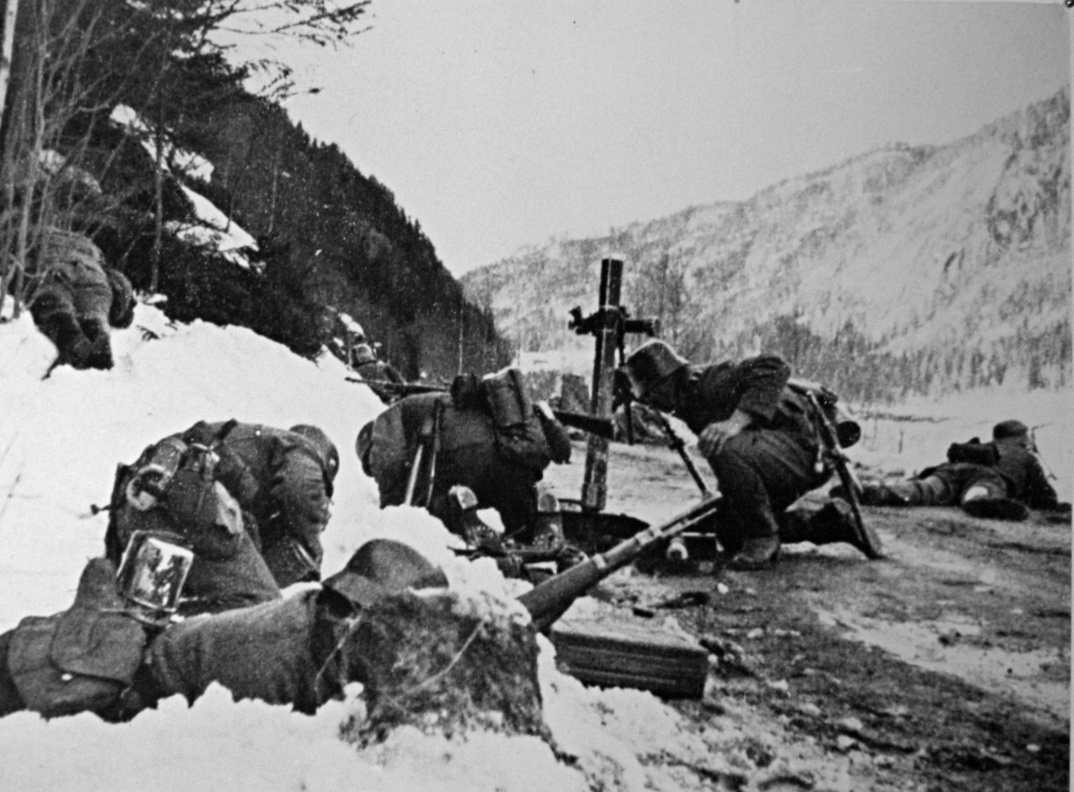
Німецькі мінометники ведуть вогонь під час боїв у Норвегії. Квітень 1940

9 квітня 1940 року дивізію з початком операції «Везерюбунг» висадили в Норвегії. З'єднання висадили з моря в порту Осло, її частини у взаємодії з частинами 2-ї гірської, 181-ї і 214-ї піхотних дивізій XXI армійської групи розпочали наземну фазу операції з окупації південної частини цієї країни. Бойові дії в районі Ліллегаммера, Осло, Галдена, Сарпсборга, Дребака. 2 травня підрозділи 196-ї дивізії здобули порт Ондалснес.
Після завершення переможної кампанії 196-та піхотна дивізія залишилася в центральній Норвегії виконувати окупаційні функції до липня 1944 року.
У липні 1944 року 196-ту дивізію перекинули на Східний фронт, до Литви, де розвивався успішний наступ Червоної армії. Дивізія увійшла до XXVI армійського корпусу генерал-лейтенанта Гергарда Мацкі, вела оборонні бої в районі Алітуса, Калварії, Маріямполе. Однак, у вересні її розформували через необхідність поповнення свіжими частинами тих з'єднань, які зазнали важких втрат у боях з наступаючою Червоною Армією — 131-ї піхотної і 361-ї фольксгренадерської дивізії.

## Райони бойових дій
- Німеччина (листопад 1939 — квітень 1940);
- Норвегія (квітень 1940 — липень 1944);
- СРСР (північний напрямок) (липень — вересень 1944).

## Командування

### Командири
- генерал-лейтенант Ріхард Пелленгар (нім. Richard Pellengahr) (27 грудня 1939 — 28 лютого 1942)
- оберст, з 1 квітня 1942 року генерал-майор, потім генерал-лейтенант, доктор політекономії Фрідріх Франек (нім. Friedrich Franek) (1 березня 1942 — 23 грудня 1943);
- генерал-лейтенант Курт Мерінг (нім. Kurt Möhring) (24 грудня 1943 — лютий 1944);
- оберст Клінге (нім. Klinge) (лютий — червень 1944);
- генерал-майор Фрідріх фон Унгер (нім. Friedrich von Unger) (червень — вересень 1944).

### Підпорядкованість
| Час      | Корпус     | Армія               | Група армій (округ) | Штаб     |
| -------- | ---------- | ------------------- | ------------------- | -------- |
| 1939     |            |                     |                     |          |
| грудень  | формування | формування          | XX військовий округ | Данциг   |
| 1940     |            |                     |                     |          |
| січень   | формування | формування          | XX військовий округ | Данциг   |
| квітень  | —          | XXI армійська група | —                   | Норвегія |
| червень  | —          | XXI армійська група | —                   | Норвегія |
| вересень | XXXIII КОН | XXI армійська група | —                   | Норвегія |
| 1941     |            |                     |                     |          |
| січень   | XXXIII КОН | Армія «Норвегія»    | —                   | Норвегія |
| 1942     |            |                     |                     |          |
| січень   | XXXIII КОН | Армія «Норвегія»    | —                   | Норвегія |
| 1943     |            |                     |                     |          |
| січень   | XXXIII ак  | Армія «Норвегія»    | —                   | Норвегія |
| липень   | —          | Армія «Норвегія»    | —                   | Норвегія |
| 1944     |            |                     |                     |          |
| січень   | XXXIII ак  | Армія «Норвегія»    | —                   | Норвегія |
| липень   | XXVI ак    | 3 ТА                | Група армій «Центр» | Вільно   |
| серпень  | XXVII ак   | 4 А                 | Група армій «Центр» | Алітус   |

### Склад
| 1939                            | 1940                               | 1944                               |
| ------------------------------- | ---------------------------------- | ---------------------------------- |
| 340-й піхотний полк             | 340-й піхотний полк                | 340-й гренадерський полк           |
| 345-й піхотний полк             | 345-й піхотний полк                | 345-й гренадерський полк           |
| —                               | 362-й піхотний полк                | 362-й гренадерський полк           |
| 233-й дивізіон легкої артилерії | 233-й артилерійський полк          | 233-й артилерійський полк          |
| —                               | 233-й протитанковий дивізіон       | 233-й протитанковий дивізіон       |
| —                               | 233-й інженерний батальйон         | 233-й інженерний батальйон         |
| 233-та рота зв'язку             | 233-й дивізійний батальйон зв'язку | 233-й дивізійний батальйон зв'язку |
| —                               | Допоміжні частини 233-ї дивізії    | Допоміжні частини 233-ї дивізії    |